# Стенсьеммет, Кай Арне
Кай Арне Стенсьеммет (норв. Kay Arne Stenshjemmet); 9 августа 1953, Лиллестрём) — норвежский конькобежец, серебряный призёр Олимпийских игр 1980 года, чемпион Европы 1976 и 1980 годов, многократный чемпион Норвегии, рекордсмен мира.

## Спортивные достижения
Во время чемпионата Европы 1976 года в Осло соотечественник Стенсьеммета Стен Стенсен на заключительной дистанции 10 000 метров установил мировой рекорд, но чемпионом Европы стал Стенсьеммет, опередивший Стенсена на 0,005 очка, что на дистанции 10 000 метров эквивалентно 0,1 секунды.
19 марта 1977 года на высокогорном катке Медео Сергей Марчук стал первым конькобежцем выбежавшим из 7 минут на дистанции 5000 метров — 6.58,88. Бежавший в следующей паре Кай Стенсьеммет остановил секундомер на отметке 6.56,9. Этот мировой рекорд был побит лишь через пять лет Александром Барановым.
Стенсьеммет был чемпионом Норвегии в многоборье в 1976, 1977, 1978 и 1981 годах, а также чемпионом страны в спринтерском многоборье в 1976 году.
На Олимпиаде-1980 он дважды был вторым на 1500 и 5000 метров вслед за Эриком Хаденом.

## Мировые рекорды
| Дистанция | Время  | Дата          | Место |
| --------- | ------ | ------------- | ----- |
| 5000 м    | 6.56,9 | 19 марта 1977 | Медео |

## Личные рекорды
| Дистанция  | Время    | Дата           | Место    |
| ---------- | -------- | -------------- | -------- |
| 500 м      | 38,2     | 31 марта 1981  | Харбин   |
| 1000 м     | 1.17,5   | 31 марта 1981  | Харбин   |
| 1500 м     | 1.56,18  | 11 января 1981 | Давос    |
| 3000 м     | 4.07,22  | 16 января 1981 | Давос    |
| 5000 м     | 6.56,9   | 19 марта 1977  | Медео    |
| 10000 м    | 14.57,30 | 20 января 1980 | Тронхейм |
| Многоборье | 164,283  | 20 марта 1977  | Медео    |

| год  | ЧЕ  | ЧМ многоборье | Олимпийские игры                | ЧМ Спринт | ЧМ Юниоры |
| ---- | --- | ------------- | ------------------------------- | --------- | --------- |
| 1972 |     |               |                                 |           | 5e        |
| 1973 |     |               |                                 |           | 3         |
| 1974 |     |               |                                 |           |           |
| 1975 | 12e |               |                                 |           |           |
| 1976 | 1   | 4e            | 21e 500 м 22e 1000 м 11e 1500 м |           |           |
| 1977 | 2   | 5e            |                                 | 5e        |           |
| 1978 | 4e  | 4e            |                                 |           |           |
| 1979 | 2   | 3             |                                 |           |           |
| 1980 | 1   | 5e            | 1500 м · 5000 м                 |           |           |
| 1981 | 3   | 2             |                                 |           |           |